# صدف فرشی شیاردار
صدف فرشی شیاردار (نام علمی: Ruditapes decussatus) نام یک گونه از راسته صدف‌های سفت‌پوسته است.